# Barcice (Mazovie)
Pour les articles homonymes, voir Barcice.
Barcice (prononciation : [barˈt͡ɕit͡sɛ]) est un village polonais de la gmina de Somianka dans le powiat de Wyszków de la voïvodie de Mazovie dans le centre-est de la Pologne.
Le village possède une population d'environ 250 habitants.

## Histoire
De 1975 à 1998, le village faisait partie du territoire de la voïvodie d'Ostrołęka.

Depuis 1999, Barcice est situé dans la voïvodie de Mazovie.